# Sondermunitionslager Hemau
Das Sondermunitionslager Hemau befand sich 3 km südwestlich von Hemau im oberpfälzischen Landkreis Regensburg in Bayern bei der General-von-Steuben-Kaserne der Bundeswehr.
Das Lager bestand vom 1. April 1966 bis 29. Juni 2003 und verfügte über mehrere Bunker. Gelagert wurden hier unter der Bewachung von US-Streitkräften und Angehörigen der Bundeswehr atomare Munition der 4. PzGrenDiv mit Sitz in Regensburg, darunter nukleare Gefechtsköpfe für das Waffensystem Honest John und für die Panzerhaubitzen M109 und die Haubitze M110 sowie nukleare Pioniermunition in Form von kleinen und mittleren Minen.
Heute wird das Gelände als Solarpark genutzt.